# Кліц
Кліц (рум. Cliț) — село у повіті Селаж в Румунії. Входить до складу комуни Бебень.
Село розташоване на відстані 379 км на північний захід від Бухареста, 31 км на північний схід від Залеу, 59 км на північ від Клуж-Напоки.

## Населення
За даними перепису населення 2002 року у селі проживали 234 особи, усі — румуни. Усі жителі села рідною мовою назвали румунську.